# Эхинофрины
Эхинофрины (лат. Echinophryne) — род лучепёрых рыб из семейства клоуновых (Antennariidae). Эндемики прибрежных вод южной Австралии. Хорошо замаскированные донные хищники, поджидающие жертву из засады.

## Описание
Тело рыб этого семейства сжато с боков, шаровидное, глаза расположены сбоку, рот большой косоугольный. Первый луч спинного плавника превращён в вытянутый тонкий иллиций. Длина тела составляет от 7 до 11,11 см.

## Ареал и местообитание
Эндемики прибрежных вод южной Австралии.

## Экология
Основное время проводят на морском дне, плавают редко, вместо этого передвигаются, словно «прогуливаются», по дну на грудных и тазовых плавниках. Это хорошо замаскированные хищники-засадчики. Рыба неподвижно сидит на морском дне в ожидании и, когда ничего не подозревающая потенциальная жертва приближается. Рыба готовится к действию, а затем атакует с большой скоростью, открывая рот и всасывая добычу. Обитают на коралловых рифах.

## Классификация
В составе рода выделяют 3 вида:
- Echinophryne crassispina McCulloch & Waite, 1918 — Толстопёрая эхинофрина
- Echinophryne mitchellii (Morton, 1897)
- Echinophryne reynoldsi Pietsch & Kuiter, 1984